# NK Podgrmeč Sanski Most
NK Podgrmeč je nogometni klub iz Sanskog Mosta, BiH.

## Povijest
Osnovan je 4. travnja 1944. godine. Boje kluba su zelena i žuta što je prepoznatljivo i prema grbu kluba koji nosi te dvije boje. Stadion Podgrmeča se nalazi na desnoj obali rijeke Sane u Sanskom Mostu.
U sezoni 2005./06. Podgrmeč je ispao iz Prve lige FBiH nakon čega su pet sezona su proveli u Drugoj ligi iz koje su se naposljetku u sezoni 2011./12. plasirali u viši rang natjecanja. U sezoni 2015./16. ispadaju iz Prve lige nako što su završili na posljednjem mjestu. 

## Plasman po sezonama
| Sezona    | Liga                    | Rang | Pozicija | Bodovi |
| --------- | ----------------------- | ---- | -------- | ------ |
| 2012./13. | Prva liga FBiH          | II   | 11./16.  | 36     |
| 2013./14. | Prva liga FBiH          | II   | 13./16.  | 39     |
| 2014./15. | Prva liga FBiH          | II   | 13./16.  | 34     |
| 2015./16. | Prva liga FBiH          | II   | 16./16.  | 20     |
| 2016./17. | Druga liga FBiH – Zapad | III  | 7./13.   | 30     |
| 2017./18. | Druga liga FBiH – Zapad | III  | 3./14.   | 48     |
| 2018./19. | Druga liga FBiH – Zapad | III  | 7./14.   | 32     |
| 2019./20. | Druga liga FBiH – Zapad | III  | 2./15.   | 29     |

## Poznati bivši igrači
- Senijad Ibričić